# Saint-Maurice-de-Beynost

Saint-Maurice-de-Beynost este o comună în departamentul Ain din estul Franței.